# 슬픈 발걸음 (구두 II)
슬픈 발걸음’은 ‘구두II’라는 부제를 갖고 있는 곡으로, 씨야의 1집 수록곡 ‘구두’의 연장선상에서 만들어진 발라드 곡이다.

## 순위 및 수상 기록
- Mnet 《M! Countdown》
  - 2008년 1월 31일 1위 - 《슬픈 발걸음》
- SBS 《인기가요》 "뮤티즌 송"
  - 2008년 1월 20일 수상 - 《슬픈 발걸음》